# Phyllonorycter rebimbasi
Phyllonorycter rebimbasi is een vlinder uit de familie mineermotten (Gracillariidae). De wetenschappelijke naam is voor het eerst geldig gepubliceerd in 1910 door Mendes.
De soort komt voor in Europa.